# Rayo Vallecano B
Rayo Vallecano B is een Spaanse voetbalclub uit Madrid. De club speelt sinds 2010/11 in de Segunda División B Grupo 1. Het is het tweede team van Rayo Vallecano.

## Geschiedenis
Rayo Vallecano B speelde van het  seizoen 1988/89 tot het seizoen 2009/10 in de Tercera División. In het seizoen 2009/10 werd Rayo B kampioen en promoveerde het naar de Segunda División B.